# Strada statale 625 della Valle del Tammaro
La strada statale 625 della Valle del Tammaro, ora strada provinciale 100 ex SS 625 (SP 100), era una strada statale italiana, il cui percorso si snodava in Campania, interamente in provincia di Benevento. Attualmente è classificata come strada provinciale.

## Storia
Già contemplata nel piano generale delle strade aventi i requisiti di statale del 1959, è
solo col decreto del Ministro dei lavori pubblici del 16 novembre 1970 che viene elevata a rango di statale con i seguenti capisaldi d'itinerario: "Innesto strada statale n. 212 in località Cappella del Carmine presso Colle Sannita - Circello - innesto strada statale n. 88 a Campolattaro".
Con il decreto del Ministro dei Lavori Pubblici del 7 ottobre 1977 concernente la classificazione come strada statale della strada a scorrimento veloce Fondo Valle del Tammaro, viene disposto il prolungamento dell'arteria per permettere l'innesto con il nuovo tracciato della strada statale 88 dei Due Principati; il caposaldo finale viene quindi modificato in "Innesto strada statale n. 88 presso la stazione di Pontelandolfo".
In seguito al decreto legislativo n. 112 del 1998, dal 17 ottobre 2001 la gestione è passata dall'ANAS alla regione Campania, che nella stessa data ha poi ulteriormente devoluto le competenze alla provincia di Benevento.

## Percorso

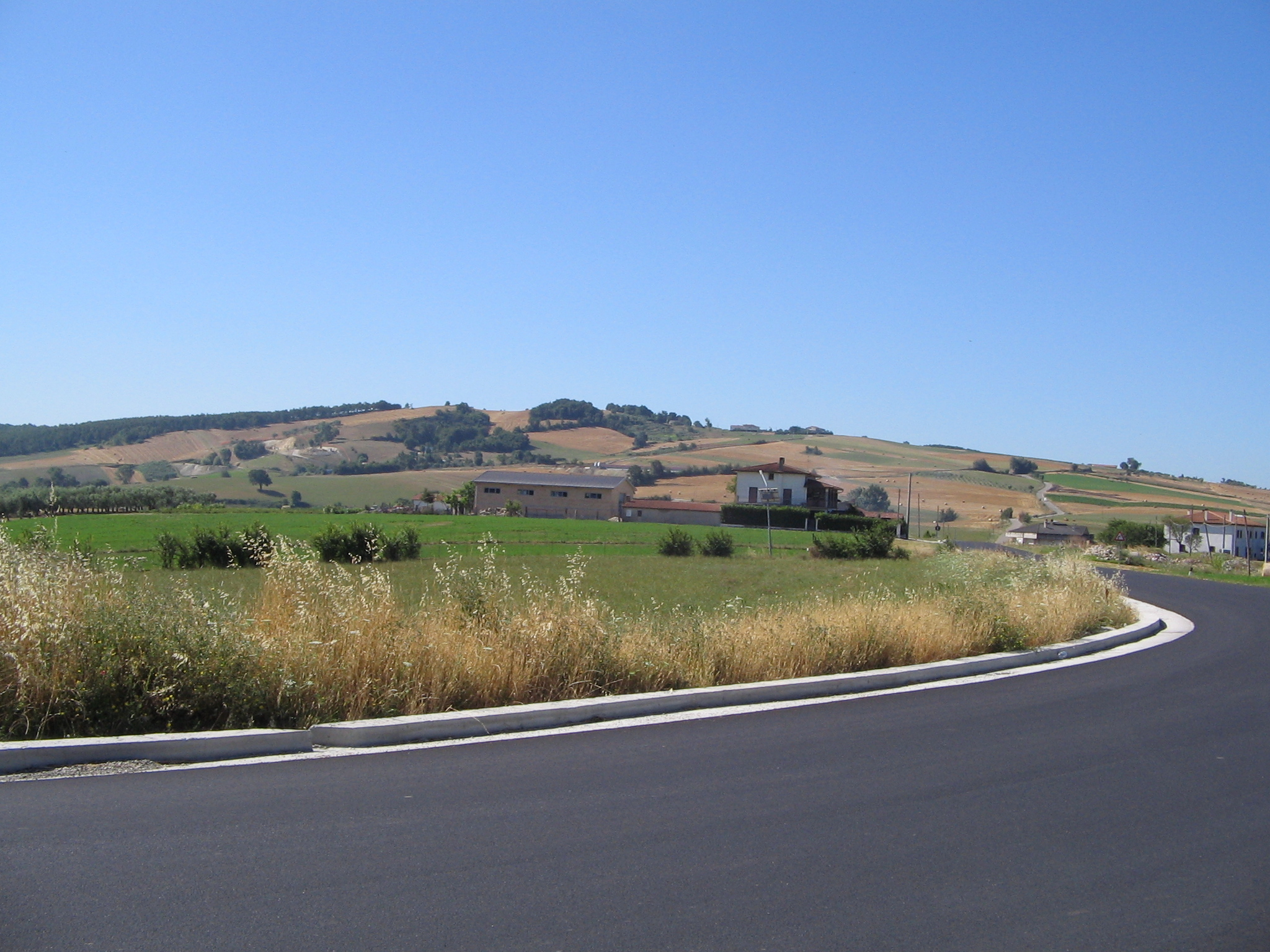
Il piano stradale nei pressi del lago di Campolattaro

Ha origine nella località Cappella del Carmine nel comune di Colle Sannita e dirigendosi verso sud-ovest, lambisce il centro abitato di Circello, supera il torrente Tammarecchia, per proseguire fino a Campolattaro.
Da qui, prosegue per poche centinaia di metri verso ovest, salvo poi virare verso nord fino alla località di Pontelandolfo Scalo, superata la quale si innesta nella strada statale 87 Sannitica, nel tratto precedentemente classificato come strada statale 88 dei Due Principati.